# Oettingen-Wallerstein

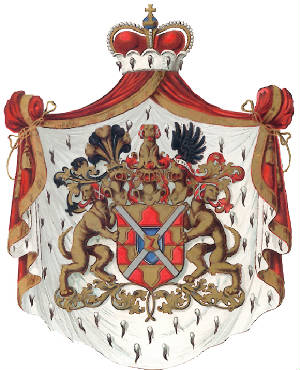
Stemma di Öttingen-Wallerstein

Oettingen-Wallerstein era una contea nell'attuale Baden-Württemberg a ovest della Baviera, in Germania.
Oettingen-Wallerstein venne creato per due volte; la prima partizione dell'Oettingen (attuale città di Oettingen in Bayern) nel 1423 e si estinse nel 1517 e venne ereditata dagli Oettingen-Oettingen, e la seconda volta come partizione dell'Oettingen-Oettingen nel 1557. L'Oettingen-Oettingen subì un'ulteriore partizione tra sé stesso e l'Oettingen-Spielberg nel 1602. Venne elevato a principato nel 1774 e venne mediatizzato nel Regno di Baviera, e diviso col regno di Württemberg nel 1810.

## Conti di Oettingen-Wallerstein (1423 - 1517)
- Giovanni I il solenne (1423–1449), I conte di Oettingen-Wallerstein
- Ludovico XIII (1449–1517), II conte di Oettingen-Spielberg

Titolo estinto in linea diretta. Ereditato dagli Oettingen-Oettingen

## Conti di Oettingen-Wallerstein (1557 - 1774)
- Federico VIII (1557–1579), I conte di Oettingen-Wallerstein
- Federico IX (1579–1602), II conte di Oettingen-Wallerstein con...
- Guglielmo II (1579–1602)
- Federico VIII (1602–1613), III conte di Oettingen-Wallerstein con...
- Ernesto II (1602–1670), IV conte di Oettingen-Wallerstein
- Guglielmo IV (1670–1692), V conte di Oettingen-Wallerstein
- Wolfgang III (1692–1708), VI conte di Oettingen-Wallerstein
- Ernesto III (1708 - ?), VII conte di Oettingen-Wallerstein
- Domenico Giuseppe (? - 1717), VIII conte di Oettingen-Wallerstein
- Guglielmo Giuseppe Ignazio (1717–1728), IX conte di Oettingen-Wallerstein
- Antonio Carlo (1728–1738), X conte di Oettingen-Wallerstein
- Giovanni Federico (1738–1744), XI conte di Oettingen-Wallerstein
- Massimiliano Ignazio (1744–1745), XII conte di Oettingen-Wallerstein
- Filippo Carlo Domenico (1745–1766), XIII conte di Oettingen-Wallerstein
- Kraft Ernesto (1766–1774), XIV conte di Oettingen-Wallerstein

## Principi di Oettingen-Wallerstein (dal 1774)
- Kraft Ernesto (1774–1802), I principe di Oettingen-Wallerstein
- Ludovico Kraft Ernesto Carlo (1802–1806), II principe di Oettingen-Wallerstein

mediatizzazione dei territori della casata, continuazione con titolo onorifico
- Ludovico Kraft Ernesto Carlo (1806–1823), II principe di Oettingen-Wallerstein
- Federico Kraft Enrico (1823–1842), III principe di Oettingen-Wallerstein
- Carlo Federico I Kraft Ernsto Notger (1842–1905), IV principe di Oettingen-Wallerstein
- Carlo Federico II Wolfgang Kraft Notger Pietro (1905–1930), V principe di Oettingen-Wallerstein
- Eugenio Wolfgang Carlo Federico Giuseppe Notger (1930–1969), politico, VI principe di Oettingen-Wallerstein
- Carlo Federico III Maurizio Eugenio Wolfgang Kraft Notger Alessandro Maria (1969–1991), VII principe di Oettingen-Wallerstein
- Maurizio Eugenio Carlo Federico Antonio Kraft Notger, attuale capo della casata (dal 1991), VIII principe di Oettingen-Wallerstein[1]

Erede: Carlo Eugenio Maurizio Marquardo Kraft Federico Pietro Notger Maria

## Residenze e castelli

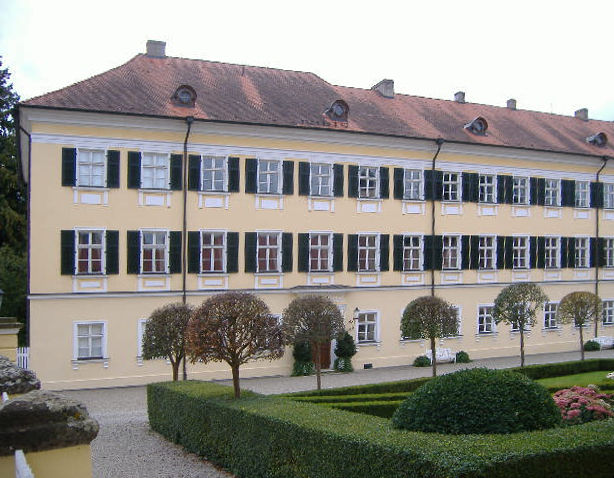
Castello di Wallerstein
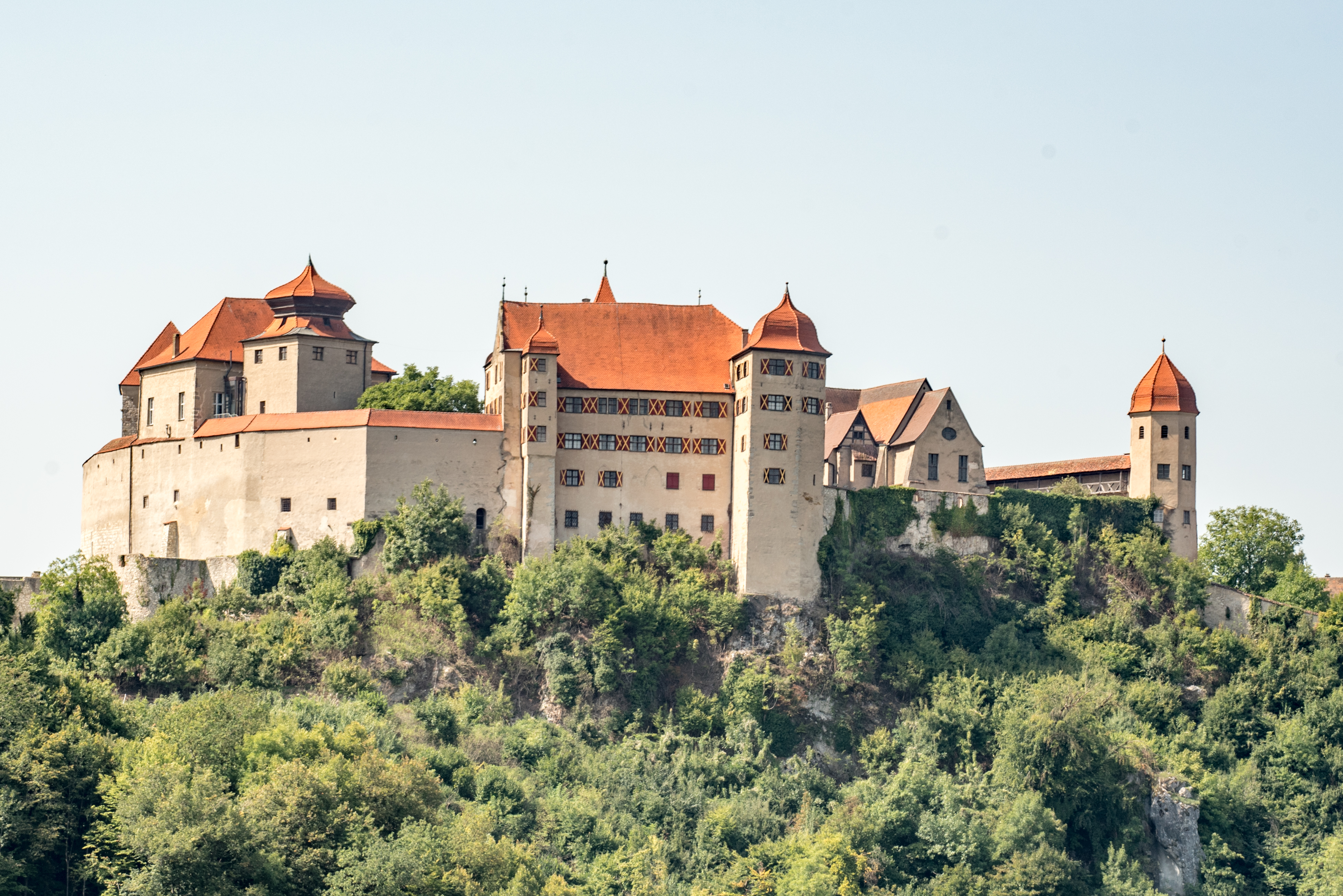
Castello di Harburg
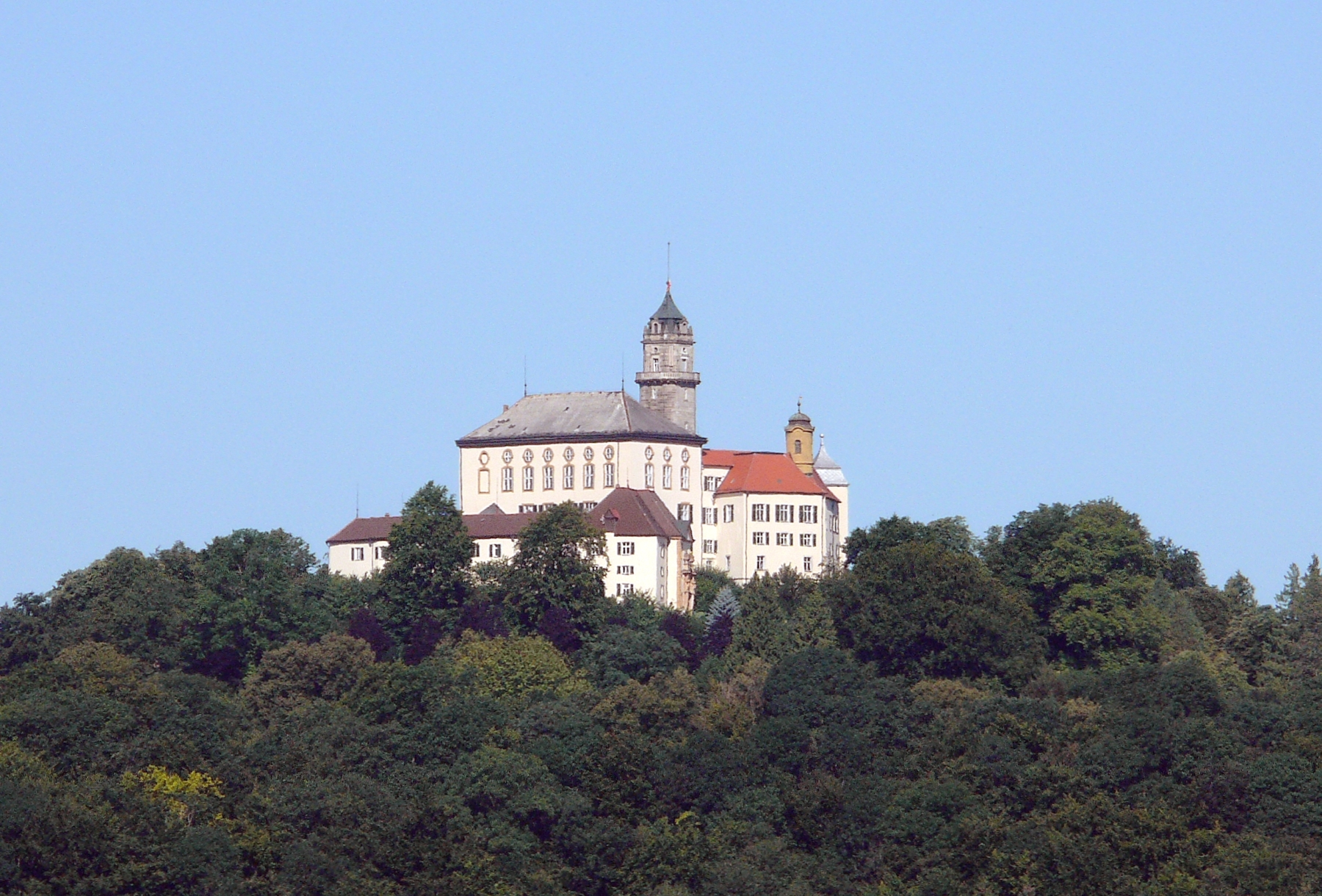
Castello di Baldern
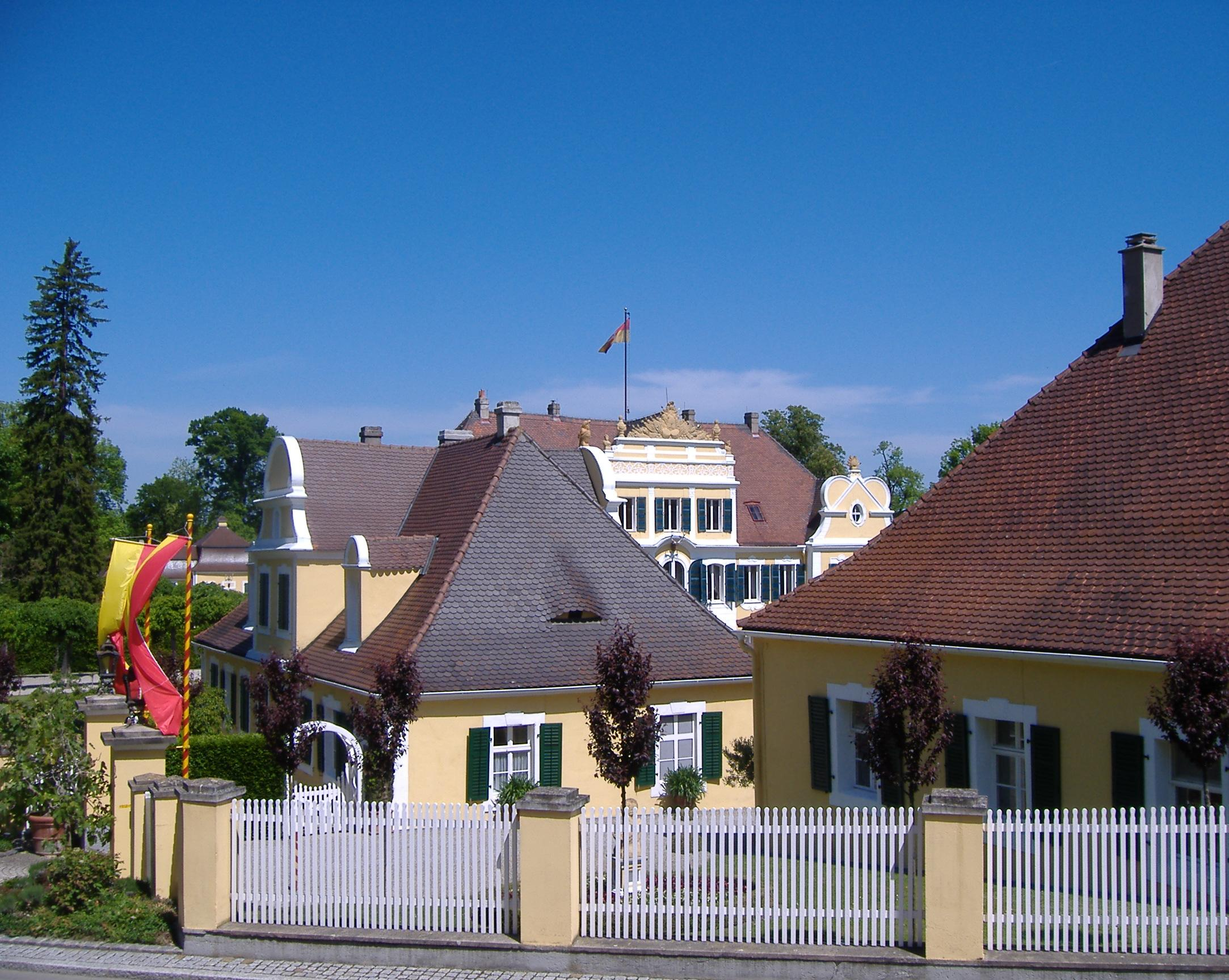
Castello di Hohenaltheim